# Vanilla parvifolia
Vanilla parvifolia é uma espécie de orquídea de hábito escandente e crescimento reptante que existe do Paraguai à Serra do Mar na região sul do Brasil. São plantas clorofiladas de raízes aéreas; sementes crustosas, sem asas; e inflorescências de flores de cores pálidas que nascem em sucessão, de racemos laterais.}}
Esta espécie pode ser reconhecida entre as Vanilla por apresentar caules comparativamente delgados, labelo claramente trilobado mais ou menos redondo, com lobo central acuminado e disco com nove lamelas estreitas, a central destacada; folhas levemente membranáceas e reticuladas, ovaladas; e flores normalmente solitárias nas axilas das folhas, ocasionalmente terminais, comparativamente menores que as de algumas espécies, porém bem abertas e de segmentos largos; ovário mais ou menos roliço; e por seu hábito terrestre porém subindo nas árvores apoiada por suas raízes aéreas.